# Ферминьяно

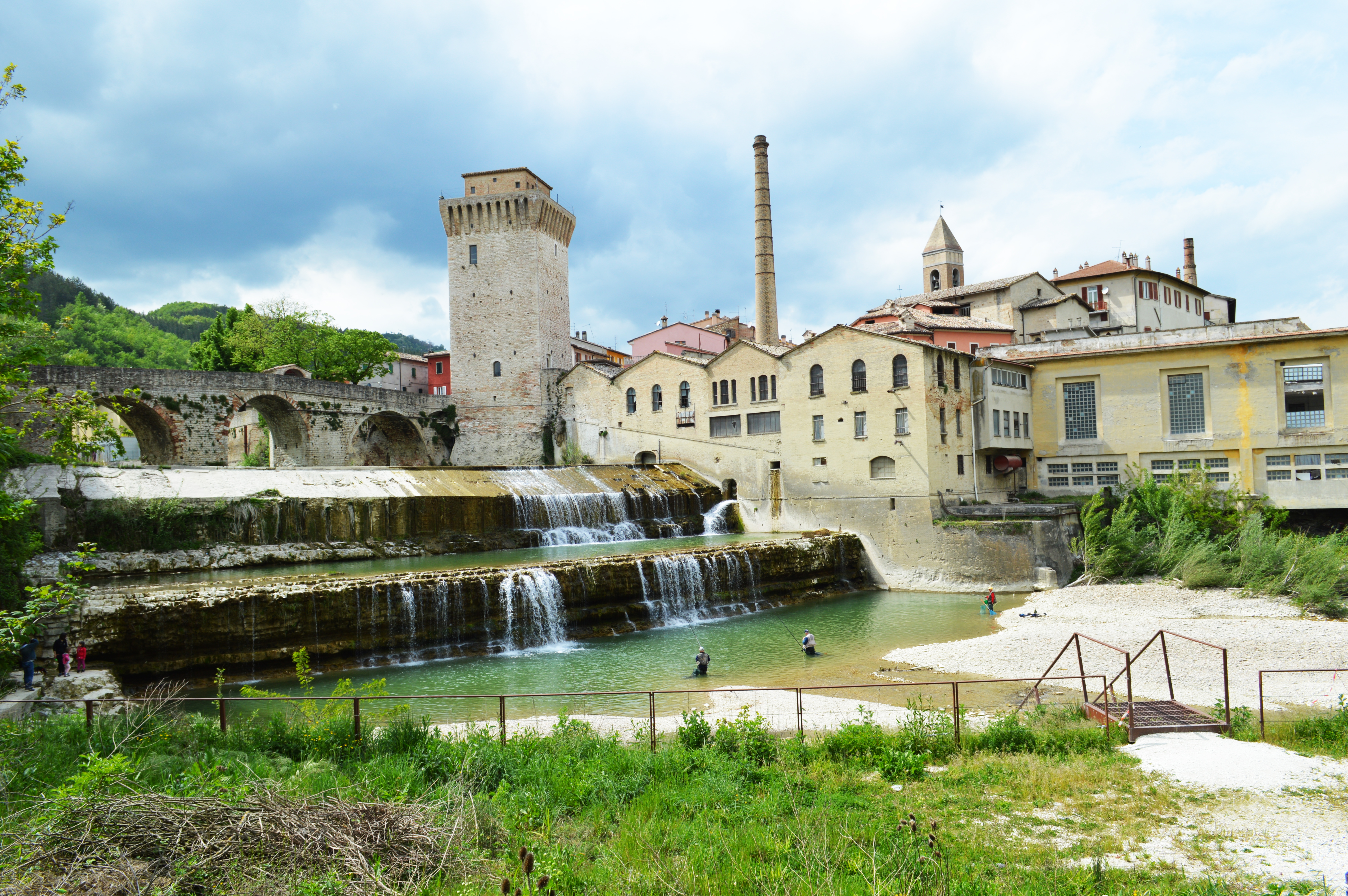
Средневековая башня и римский мост на реке Метауро, с рыбаками на водопаде

Ферминьяно (итал. Fermignano) — коммуна в Италии, располагается в регионе Марке, в провинции Пезаро-э-Урбино.
Население составляет 8660 человек (2008 г.), плотность населения составляет 200 чел./км². Занимает площадь 43 км². Почтовый индекс — 61033. Телефонный код — 0722.
Покровительницей коммуны почитается святая Венеранда, празднование 26 июля.

## Демография
Динамика населения:

## Администрация коммуны
- Официальный сайт: http://www.comune.fermignano.pu.it/